# Crambe hedgei
Crambe hedgei là một loài thực vật có hoa trong họ Cải. Loài này được I.I.Khalilov mô tả khoa học đầu tiên năm 1990.